# ماس ميديا غيمز
ماس ميديا غيمز (بالإنجليزية: Mass Media Games)‏، هي شركة مسؤولة عن إنتاج وطوير ألعاب الفيديو، تأسست الشركة في عقد 1980، في مدينة مووربارك بولاية كاليفورنيا الأمريكية. أشهر ألعابها جاك أند دكستر كولكشن.